# 마리나 (드라마)
《마리나》(영어: Marina)는 2004년 방영된 필리핀의 드라마이다.